# Мохаммадзай, Хатуль
Хатуль Мохаммадзай (дари خاتول محمدزی; род. 1966) — военачальник Афганской национальной армии, единственная афганская женщина в звании генерала (бригадный генерал).

## Биография
Хатуль родилась в Кабуле в 1966 году в многодетной семье таможенника (7 дочерей и 2 сына). Когда ей было 6 лет, отец семейства умер.
В 1983 году, по окончании средней школы, Хатуль по собственной инициативе приняла решение поступить на службу в Вооружённые силы ДРА. Она была принята в воздушно-десантные войска. В ходе боевой подготовки наравне с мужчинами совершила пеший марш-бросок с полной боевой выкладкой на расстояние 150 километров. В 1984 году совершила свой первый прыжок с парашютом. В боевых действиях с моджахедами участие не принимала. В армии дослужилась до должности инструктора по парашютному делу.
Хатуль окончила юридический факультет Кабульского университета с присвоением степени бакалавра, что дало ей возможность получить офицерское звание.
В 1990 году Хатуль вышла замуж за офицера правительственных войск. Муж погиб в бою год спустя, и вдова осталась с маленьким сыном на руках. Также в гражданской войне были убиты оба брата Хатуль.
После падения режима Наджибуллы в 1992 году Хатуль была назначена властями Исламского Государства Афганистан на должность директора женской физической подготовки корпуса ПВО.
С приходом Талибана к власти в Афганистане Хатуль была вынуждена вести уединённый образ жизни. Она подрабатывала случайными заработками на шитье и тайно руководила нелегальной женской школой, которые были запрещены талибами.
В 2003 году, с уходом талибов от власти, президент Афганистана Хамид Карзай поставил Хатуль на должность заместителя директора по делам женщин в Афганской национальной армии, присвоив ей звание бригадного генерала. Совместно с офицерами НАТО Хатуль занималась внедрением новой программы подготовки парашютистов для вооружённых сил.
В 2006 году Хатуль была назначена директором по делам женщин в Национальной армии и заместителем директора по планированию и физической подготовке для сил по подготовке к стихийным бедствиям. Тем самым Хатуль стала самой высокопоставленной женщиной-офицером в афганской армии.
За время службы в Афганской национальной армии на Хатуль было совершено три попытки покушения на жизнь.
Всего в период с 1984 по 2006 год Хатуль совершила 572 прыжка с парашютом с различных летательных аппаратов. По другим данным, она совершила более 600 прыжков.

## Награды
За свою более чем тридцатилетнюю военную карьеру Хатуль Мохаммадзай была удостоена 35 различных правительственных медалей.